# Pierre Maurice Benoit
Pierre Maurice-Marie Benoit OP (ur. 3 sierpnia 1906 w Nancy, zm. 23 kwietnia 1987 w Jerozolimie) – francuski dominikanin, biblista i palestynolog, rektor École biblique w Jerozolimie w latach 1965-1972.

## Życiorys
Ojciec Benoit urodził się w Nancy. Po święceniach kapłańskich został wysłany do Palestyny, by kontynuować studia teologiczne w zakresie egzegezy Nowego Testamentu we Francuskiej Szkole Biblijnej i Archeologicznej w Jerozolimie. Współpracował przy powstaniu Biblii jerozolimskiej, tłumacząc na francuski: Ewangelię św. Mateusza, List do Filipian, List do Filemona, List do Kolosan oraz List do Efezjan.
W latach 1961–1982 wyszły w języku francuskim cztery tomy jego Exégèse et théologie. Benoit został w 1965 wybrany rektorem swej uczelni. Urząd ten pełnił do 1972. Powołano go też jako eksperta podczas obrad Soboru watykańskiego II. Był też członkiem Papieskiego Instytutu Biblijnego, mającego swoją siedzibę w Rzymie. Egzegeta uczestniczył w latach 70. XX wieku w pracach wykopaliskowych w pobliżu Wzgórza Świątynnego na terenie starożytnej Antonii.